# Znak Wielkiej Wody w Słubicach
Znak Wielkiej Wody – pomnik stojący na terenie słubickiego portu rzecznego, poświęcony w 1997. Upamiętnia najwyższy stan rzeki Odra na terenie Słubic podczas powodzi tysiąclecia.
Pomnik to kamień (głaz narzutowy) o wysokości około 1 m, na którym znajduje się tablica pamiątkowa z następującą treścią:

27.07.1997 / ZNAK WIELKIEJ WODY / 651 cm / PIHM

Sama tabliczka (bez danych dotyczących powodzi) pochodzi sprzed 1972. Wskazuje na to zamieszczony na niej skrót PIHM, oznaczający Państwowy Instytutu Hydrologiczno-Meteorologicznego, będący poprzednikiem powołanego właśnie w 1972 Instytutu Meteorologii i Gospodarki Wodnej (IMGW). 